# Stipernica
Stipernica is een plaats in de gemeente Pregrada in de Kroatische provincie Krapina-Zagorje. De plaats telt 209 inwoners (2001).